# 진 시황제
진 시황제(중국어: 秦始皇帝, 병음: Qín Shǐ HuángDì, 기원전 259년 1월 ~ 기원전 210년 음력 6월 14일)는 전국 칠웅 진나라의 제31대 왕이자 제1대 황제로, 세계 최초의 황제이다. 성은 영(嬴), 씨는 조(趙)·진(秦), 이름은 정(政)이다.
사마천(司馬遷)은 진본기(秦本紀)에서 시황제(始皇帝)가 전쟁, 통일, 축조, 국정, 인사를 직접 처리하는 능력이 있었으며 토착 귀족 세력과 신하의 조언을 판단하는 시각이 뛰어난 완벽한 왕(王)이었다고 평했다.
기원전 246년부터 기원전 210년까지 재위하는 동안 기원전 246년부터 기원전 241년까지 여불위가 섭정을 하였고 기원전 241년부터 기원전 210년 붕어할 때까지 친정을 하였다. 불로불사에 대한 열망이 컸으며, 대규모의 문화 탄압 사건인 분서갱유를 일으켜 수 양제와 더불어 중국 역사상 최대의 폭군이라는 비판을 받았다. 하지만 도량형을 통일하고 전국 시대 국가들의 장성을 이어 만리장성을 완성하였다. 분열된 중국을 통일하고 황제 제도와 군현제를 닦음으로써, 이후 2천년 중국 황조들의 기본틀을 만들었다. 전근대의 중국에서는 특히 유학 관료들에 의하여 폭군이라는 비판을 계속 받았으나, 오늘날 중국에서는 병마용 발굴 이후부터 시황제의 진취성과 개척성에 초점을 맞추어 재평가하려는 시도가 활발히 이루어지고 있다.
정은 상방 여불위마저 제거하면서 마침내 진나라 최고의 실세로 떠올랐으며 잠시나마 실추되었던 왕권을 회복시키는 데 성공하였다. 그리고 자신을 평생토록 보좌할 이사를 만났고, 그와 더불어 군사를 일으켜 소양왕이 쌓은 기반으로 나머지 6국을 통일할 계획을 세웠다. 우선 정은 모사인 울요의 주장대로 6국의 대신들을 미리 매수하고, 6국 사이를 이간질했는데, 이는 실제로도 상당한 위력을 발휘하였다. 조나라의 간신 곽개 등이 명장 이목의 활동을 저지하여 진군은 피해를 최소화하면서 싸울 수 있었고, 6국이 서로를 믿지 않아서 도우려 하지 않게 되었다.
이후 정은 본격적으로 전쟁을 벌여서 진나라와 인접했던 국가들, 즉 삼진(한•위•조)부터 공격하기 시작했는데 기원전 230년에 한나라를 장군 등이 멸망시켰고, 그 다음에는 삼진 중에 가장 강했기에 동방 진출을 위해 반드시 무너뜨려야 했던 조나라를 기원전 228년 장군 왕전이 수도 한단을 함락시켜 멸망시켰다. 기원전 225년에는 왕전의 아들 왕분이 위나라를 수공으로 쳐서 대량을 함락시키고 멸망시켰다.
그 뒤 이신의 주장대로 20만의 군사로 초나라를 공격하였으나 초나라의 명장 항연에게 격파당하자, 노장 왕전의 주장을 받아들여 진나라의 총전력인 60만 대군으로 다시 공격해 기원전 223년에 초나라를 멸망시켰다. 궁지에 몰린 항연은 결국 자결로서 생을 마감했다. 《사기》에 의하면 당시 초나라의 군사도 40만 명이였다고 하는데 이는 사실로 보인다. 다만 진나라만큼의 중앙 집권력이 없었고, 각 귀족들의 사병이라는 성격이 강했기에 진나라에게 패배한 것으로 보여진다.
한편 정의 조나라 볼모 시절 친구였고, 진나라의 볼모였다가 탈출한 연나라 태자 단(丹)은 진나라의 이런 정복 활동을 우려해서 형가를 보내어 정의 암살을 시도했다 실패하고, 격노한 정은 이를 빌미로 연나라를 맹공했다. 동북 변경인 요동까지 도망간 연나라 왕 연희는 아들 연단의 목을 잘라서 바치면서까지 용서를 빌었으나, 정은 거부하고 집요하게 추격해서 왕분이 연나라 왕을 사로잡아 서주 창건때부터 이어져 온 연나라는 기원전 222년에 완전히 멸망하였다. 그리고 기원전 221년에 제나라를 쳐서 왕분이 제나라 왕 전건의 항복을 받아내 멸망시켰다. 이리하여 재위 27년인 39살에, 정복을 시작한지 약 10년 만에 정은 광활한 중국 대륙을 통일하는 엄청난 위업을 달성하게 되었다.
다만 엄밀히 말하면 시황제는 모든 중국을 통일하진 못했다. 왜냐하면 전국시대가 끝난 후에도 엄연히 위(衛)나라가 남아있었기 때문이다. 시황제는 어떤 이유인지는 알 수 없지만, 스스로 위(衛)를 야왕(野王)으로 옮겨놓고도 끝까지 멸망시키지 않았고, 2대 황제인 호해가 위의 마지막 군주 각을 서민으로 만들면서 완전히 멸망시켜 버린다.
중국 북쪽에는 흉노족들이 살았는데 이들의 땅은 농사짓기 힘든 곳이어서 추수할 때가 되면 진나라로 쳐들어와서 곡식들을 약탈했다. 그래서 이들을 막기위해 진나라 북쪽의 성벽들을 이어붙여서 만리장성을 건축하게 됐고, 덕분에 흉노족들을 막을 수 있었다.
그 흔적이 시안의 북쪽, 오르도스 지역의 중간쯤에 위치하고있다.

## 어린 시절
진 시황제는 진나라에서 볼모로 보내진 안국군의 아들 공자 이인(異人, 훗날 자초로 개명)과 조희 사이에서 기원전 259년 조나라에서 태어났다. 조희는 이인을 만나기 전, 여불위(呂不韋)의 첩이었기에, 시황제가 여불위의 아이다. 라고 보는 견해와 아니라는 견해가 있다.
《사기》 <여불위 열전>에 기록된 사실로 보면  여불위는 한단 땅의 여자 중에 매우 아름다우며 춤을 잘 추는 여자를 얻어 함께 살다가 임신한 것을 알았다. 영자초(嬴子楚)는 여불위와 술을 마시다가 그녀를 보고 반하여 일어나 장수를 기원하며 그녀를 청했다. 여불위는 처음에는 노했으나 이미 영자초를 위해 집안이 무너져도 진기함을 낚으려는 일을 생각해 마침내 첩을 자초에게 바쳤다. 그녀는 스스로 임신을 숨기고 대기(大期/만삭)이 될 때에 이르러 아들 정(政)을 낳았다. 대기는 10개월, 만삭을 의미하며, 즉, 출산할 때가 다 되어 낳았다는 내용이다.
조나라에서 시황제가 태어난지 얼마 지나지 않았을 무렵 진나라 소양왕이 조나라를 공격해왔고, 조나라에서는 자초 일가를 죽이려 하였으나, 여불위의 도움으로 자초는 진나라로 탈출하고 시황제와 조희는 조희집안의 보호로 무사할 수 있었다.
소양왕 즉위 40년에 태자가 죽게 되고, 20년 후 안국군이 태자로 새로이 책봉되었으며 이 무렵 조나라는 조희와 시황제를 진나라로 보내준다.
소양여왕이 즉위 56년(기원전 251년) 75세의 일기로 마침내 사망하였고, 안국군이 태자 책봉후 14년이 지난 52세가 되어서야 효문왕에 즉위하게 되며, 자초는 태자가 된다.
그러나, 효문왕은 1년상을 치른지 3일만에 사망하고 만다.
이에 태자 자초가 왕위를 이어받아 장양왕이 되었으며 시황제는 태자가 된다. 3년 뒤에 아버지 장양왕마저 사망하게 되며, 태자 정은 13세의 나이로 진나라의 제31대 국왕의 자리에 즉위하였다.

## 여불위와의 분쟁
13살의 나이로 등극한 진왕 정은 그의 즉위 자체가 조태후와 여불위에 의한 것이었으니, 국사의 모든 것은 여불위의 손에서 이루어질 수 밖에 없었다.
진나라의 내정은 혼란스러워 시황 8년 진왕 정의 동생인 장안군(長安君) 성교(成蟜)가 둔류(屯留)에서 반란을 일으켰고 시왕 9년 음력 4월에는 장신후(長信侯) 노애(嫪毐)가 진왕 정의 관례를 틈타 자신의 사병과 융적(戎翟) 부족들 그리고 진왕의 옥새와 조태후의 인장을 도용해서 진나라관군까지 동원해 기년궁(蘄年宮)을 공격한다. 그러나 상국 창평군(昌平君)과 창문군(昌文君)이 반격해 함양에서 전투를 벌여 진왕 영정의 군대가 승리하고 노애와 반란군들은 도망치다 붙잡혀 처형당한다.
노애가 조태후와 불륜해서 낳은 두 아들도 처형당했고 , 노애의 측근 4,000명을 변방 오지인 촉지역의 방릉(房陵)으로 추방시킨다.
일설에는 조태후가 여불위와 불륜관계였고 여불위는 진왕 정이 성장해가며 두려움을 느끼자 조태후에게 노애를 대신 소개시켜주었고, 노애는 환관으로 위장해 조태후와 불륜관계를 이어가면서 아이까지 생기자 그 아이를 진왕으로 만들기 위해 반란을 계획했다는 기록도 있다.
이유는 어찌되었든 어머니 조태후와 여불위가 노애의 반란에 연루된 혐의가 발견되자 진시황은 본격적으로 숙청을 시작해 우선 어머니 조태후는 옹땅에 1년간 유배시켰고, 여불위는 시황 10년에 면직시키고 시황 12년 여불위는 사망하는데 여불위를 조용히 묻고는 장례식에 참여한 사람들을 추방하거나 면직시키는 처벌을 내렸다(본기). 이때문에 일설에는 진시황이 편지로 여불위를 모욕하고 촉으로 추방할 것을 지시하자 분노와 두려움에 자살했다는 기록도 있었다.

## 암살 시도
시황제는 황제 즉위 전 많은 암살 시도를 받았다.
대표적인 것은 훗날 유방(劉邦)의 총애를 받는 장량이 창해역사와 시황제 암살을 노렸지만 실패한다.

## 전국 통일 과정
전국 통일 과정은 이미 시황제가 즉위 하기 이전인 장양왕때부터 시작되었다. 아버지 장양왕이 기원전 250년 주나라 정벌, 즉 진주전쟁에서 승리하여 정복 병합하면서 시작되었다.
기원전 230년부터 시황제는 모든 군사를 동원하여 중국 통일을 위한 통일 작업을 본격적으로 시작하였다.
기원전 231년 9월 제일 먼저, 진나라는 전국 7웅중 세력이 약했던 소한부터 공격해 남양을 점령하고 기원전 230년에는 한나라 왕 한안까지 포로로 잡아 한나라를 멸망시켜버린다.
기원전 229년에는 조나라를 공격한다. 이에 조나라도 이목 사마상 등이 항전하는데 진나라는 조나라의 간신 곽개를 조종해 이목은 처형하고 사마상을 파면시킨 뒤 조나라 군대를 격파하고 같은해 조나라의 수도 한단을 포위한다. 다음해인 기원전 228년에는 한단을 점령 조나라왕인 유목왕 조천을 사로잡는다. 한단이 점령되자 조나라의 공자 조가는 대(代)로 피신해서 대나라를 세워 왕이 된 뒤 연나라와 연합해 상곡(上谷)에서 저항하자 기원전 225년 대나라를 공격해 점령하고 조천을 사로잡아 조나라를 멸망시킨다.
기원전 227년 연나라에서 사신 형가를 진나라 함양으로 보내 신하되기를 자처하며 그 증표로 진나라에서 연나라로 망명했던 번오기의 목과 독항 지역의 지도를 바친다. 이에 진왕 영정은 함양궁에서 형가의 사절단을 맞이하였는데 사실 형가는 연나라 태자 희단의 사주를 받은 자객으로 그자리에서 지도속에 숨겨둔 칼로 영정을 공격하나 간신히 반격한다. 진왕 영정은 연나라의 암살시도에 분노하며 즉시 연나라를 공격한다. 이에 연나라도 대나라(조나라 부흥세력)와 연합해 반격을 시도하지만 진나라 군대는 연나라 연합군을 격파하고 기원전 226년 10월에는 수도 계를 함락하고 암살을 사주한 연나라 태자 단의 목을 얻는다. 연나라왕 희는 요동으로 도망가 저항하지만 기원전 222년 진나라가 요동을 함락하고 연나라왕 희를 사로잡으면서 연나라도 멸망한다.
이어, 기원전 225년에는 위나라, 기원전 223년에는 진나라 다음으로 세가 가장 세었던 초나라, 기원전 222년에는 연나라, 그리고 기원전 221년에 드디어 마지막 남은 제나라까지 멸망시켜 시황제의 나이 40세에 전 중국 땅을 마침내 통일하였다.
진시황의 통일 전쟁에서 목숨을 잃거나 다친 사람의 수는 정확하게 고증할 수 없으나, 서진(西晋) 때의 학자 황보밀이 자신의 저서 《제왕세기》에서 추정한 내용에 따르면 “인구의 3분의 2가 죽거나 다쳤다”고 나온다. 진나라 대장 백기는 한(韓)과 위(魏)의 연합군과 싸움을 벌여 24만의 수급을 얻었다고 하는데, 진시황의 진나라 전통으로 군공의 높음과 낮음을 따지는 표현이 '잘린 목'을 일컫는 말 수급(首級)이다.

## 최초의 황제
시황제는 국왕(國王)이라는 칭호가 자신에겐 맞지 않는다며, 새로운 칭호를 원하였다. 그리고 이사와 왕관 등의 요청에 따라 새로운 칭호를 정하게 된다. 처음에 정은 도교에서 나오는 신비한 칭호인 태황(太皇)과 천황(天皇)과 지황(地皇) 중에서 어느 칭호를 정해야 할 지 고민이었다. 이사와 왕관 등은 태황과 천황과 지황 중에서 가장 높은 직위인 태황의 칭호를 바쳤다. 결국 고심 끝에 시황제는 삼황오제에서 '황'과 '제'를 따 합쳐서 황제(皇帝)라 칭하기로 하였고, 자신은 황제의 자리가 처음이니 시황제(始皇帝)로 부르라 명했다. 또한 그는 자신이 시황제로 시작하여, 자신의 뒤를 잇는 황제들이 2세, 3세 등 만세까지 진 제국이 지속되기를 바랐다. 진시황이 천하를 통일한 후, 현대 중국어에서 짐(朕)은 옛 중국어에서 황제의 전용 명사가 아닌 1인칭 대명사였으나 단지 천자의 자칭으로만 사용할 수 있게 하였다. 민가를 뜻하던 '궁(宮)' 역시 황제의 거처인 궁궐의 의미로 한정되었다.
시황제는 승상 이사의 의견을 따라 군현제로 나라를 다스렸고, 전국을 36개 군으로 나누고, 군마다 수(행정 장관), 위(사령 장관), 감(감찰관)을 두었다. 또한, 진나라에 저항하는 지방의 세력을 근절하기 위해서 천하의 부호 12만 호를 함양으로 강제 이주시켜, 천하 제일의 산업도시가 되어 발전하면서 그들을 철저하게 감시했다. 그리고 황제의 권위를 높이기 위해 함양궁을 제2궁전,제3궁전이 회랑으로 이어져 웅대한 궁전으로 바꾸고, 전국의 농민을 사역에 동원하여 인해전술로 폭 50m의 황제 전용 도로를 만들었다. 시황제는 자기를 역사상 어느 누구도 하지 못한 일을 해낸 천재라고 생각하여, 고관에게 정무를 맡기고 싶은 생각이 없었다. 그래서 법은 시황제가 모두 정하고, 결재도 혼자서 했다. 그래서 상소는 함양궁에 산더미처럼 쌓여졌다. 상소는 저울로 달아졌고, 결재량은 하루에 1석(30 kg)으로 정해졌다. 도량형과 화폐, 문자 등을 통일하여 제국을 효율적으로 다스리려 하였고, 도로 역시 정비하여 각지의 교통체계를 강화하였다. 황제의 명에 따라 6개국 화폐는 모두 폐지됐고 백성들은 구리로 만든 진나라 반량전만 사용할 수 있게 되었으나, 구리가 부족해 반량전 공급과 유통량이 줄어들자 화폐가치가 지나치게 상승했다. 시황제는 남쪽으로도 군사를 파견하여 4개 군을 신설하였으며, 북방의 흉노족이 중국을 위협하자, 대장군 몽염을 변방으로 보내어, 그들을 정벌, 내몽고의 땅 일부도 편입시켰다.

## 분서갱유와 폭정, 대규모 토목공사

### 분서갱유와 폭정
기원전 213년, 함양궁에서 큰 연회를 베풀었다. 그때 시황제의 나이는 46세로 절정기였다. 연회도중 박사 순우월이 봉건제와 군현제를 놓고 복야 주청신과 언쟁을 벌였다. 이 때, 순우월이 봉건제로 부활해야 한다고 주장하자, 이를 못마땅하게 여긴 승상 이사는 30일 내에 진나라의 역사와 의술, 농경 등에 관한 책 이외의 모든 책들을 태워버리라 주청올렸고, 시황제는 이를 받아들여 실행시켰다. 이것이 바로 분서(焚書)이다. 진나라가 통일전 전국시대에 등용한 법가주의 사상가 상앙은 군사적인 공헌으로만 작위를 주고 귀족 신분을 대우한바 있었다.
이듬해인 기원전 212년, 시황제는 방사 후생과 노생에게 불로장생의 약을 가지고 오라 명하였으나, 도리어 그들은 시황제를 비판하며, 도망쳐 버리자 화가 난 시황제에게 조정 안에 수상한 학자가 일하고 있다는 정보가 들어왔다.
학자들은 모두 자기가 아니라며 잡아뗐으나 시황제는 이들을 모두 잡아들였으니, 그 수가 460여 명이나 되었다. 그리고, 그들을 구덩이에 넣고 생매장시켰으니, 이것이 바로 갱유(坑儒)이다. 그리고 이를 모두 합쳐서 분서갱유(焚書坑儒)라 불렀다. 이에 분개한 황태자 부소가 시황제에게 간언했으나, 부소는 오히려 시황제의 분노를 사 대장군 몽염이 있는 국경 근교로 유배되었다. 진나라의 사상가 상앙은 다섯 가구를 하나로 묶어 서로 감시, 의심하며 연좌제로 강력히 처벌하는 십오연좌법으로 천하통일의 기틀을 마련하였다는 평가를 받으나, 국가통제력을 강화하던 시기에 공자의 저서 논어는 국가의 통제력은 전혀 옹호하지 않으며 자기 감시, 통제를 강조하였다.

### 대규모 토목공사
시황제는 북방에 흉노의 침입을 염려하여 대장군 몽염에게 서쪽으로 임도로부터 동쪽으로 요동까지 그 유명한 만리장성을 쌓도록 명했다. 이 만리장성에 동원된 인부가 150만여 명이나 되었고, 그 중에서 죽은 자는 이루 헤아릴 수 없을 정도라 하였다.
또한, 시황제는 함양 근교에 아방궁을 쌓도록 하였고, 나아가서는 70만 명의 인부를 동원, 함양 근교의 여산 전체에 자신의 능묘를 건설토록 했다. 이런 대토목공사를 하는 동안, 국가의 재정은 엉망이 되고 말았다. 진나라 전국 남성의 절반 이상이 국가의 토목 공사에 동원된 것이다.

## 불로불사의 꿈

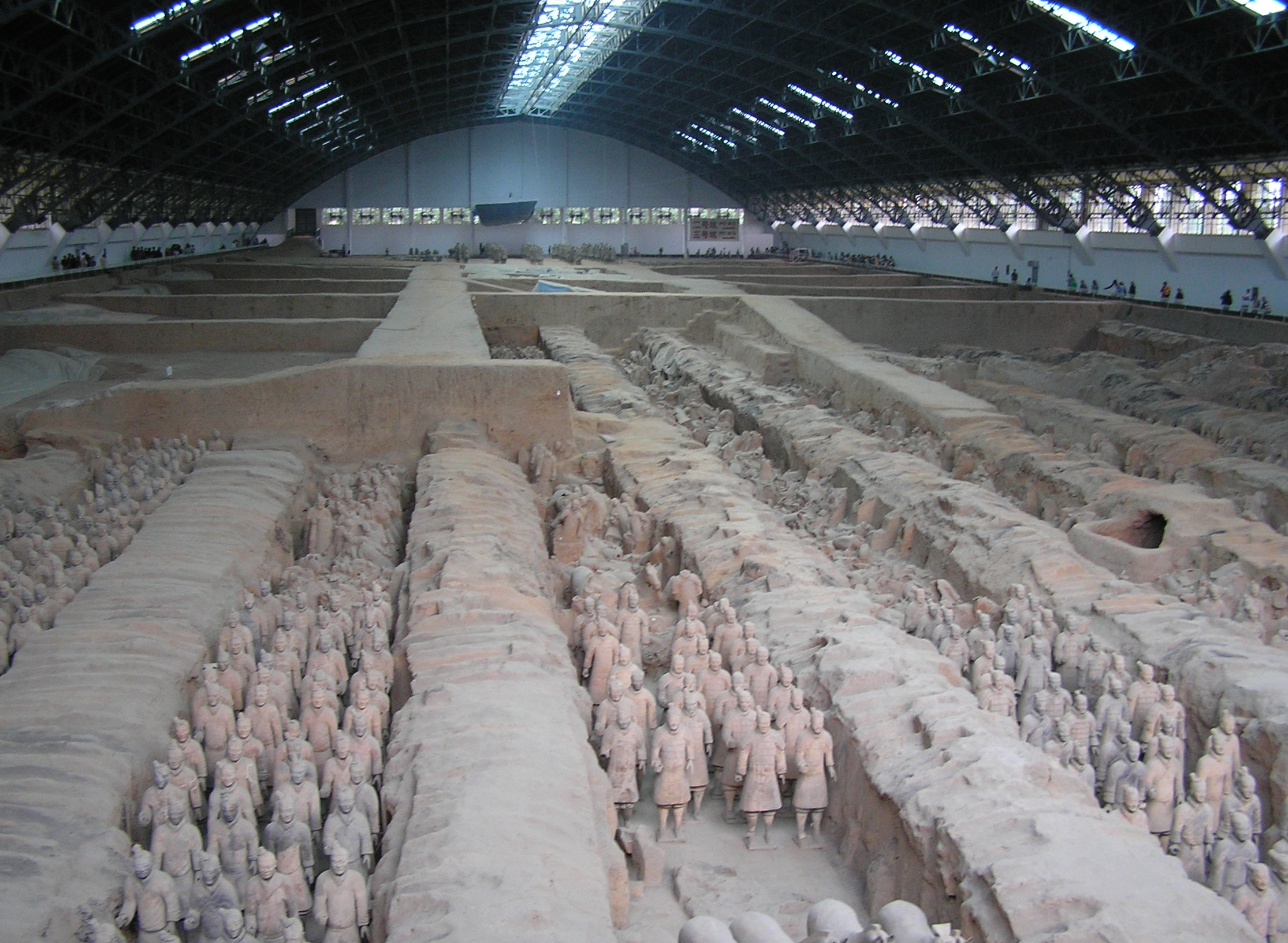
진시황릉의 병마용

어느 날 시황제의 행차는 낭아산에 도착했다. 시황제는 그 풍경이 맘에 들어 3개월 정도 머물렀는데 갑자기 그곳에서 이상한 것을 보았는데 한 섬이 갑자기 나타나자마자 희미하게 사라져 갔다. (오늘날의 신기루라고 추정하고 있다.) 어느 날 제(산둥성)에 살고 있는 서복이라는 방사가 시황제가 보았던 섬은 전설상의 봉래산 이었다고 주장하고는 봉래산에서 불로불사약을 구해오겠다고 했다. 서복이 갈 배에는 수많은 보물과 소년소녀 3,000명이 실렸다. 그리고 서복은 떠났으나 다시는 돌아오지 않았다. 서복이 탄 배가 지금의 일본으로 가서 그곳에서 정착했다는 설이 있다. 시황제가 불로불사약을 너무나도 간절히 원하고 있어서 각지에서 수상쩍은 방사들까지 모여들었다. 그들은 어디 어디 가면 구할 수 있다고 했으며, 아니면 자기가 불로불사의 기도를 올린다면서 돈을 뜯어가자 시황제는 효험이 없는 자는 사형에 처한다는 법률까지 만들었다. 시황제는 불로불사 약인 줄 알고 먹고 자신의 생명까지 단축한 것이 있는데 그것이 바로 수은이다. 결국 시황제는 불로불사를 꿈꾸다가 마침내는 자신의 생명까지 줄어든 비참한 결과를 낳게 된 것이다.

## 평가

### 긍정
중국대륙을 최초로 통일했으며 나라마다 달랐던 문자와 도량형 등을 통일하였다.

### 부정
- 미신 집착 - 진시황은 미신에 심각하게 집착했다. 영원히 살기 위해 불로초를 구하거나 궁궐 구조를 전부 바꾸는 등 사기꾼들에 속아 국고를 낭비했으며, 자신의 무덤에도 재물과 인력을 낭비하여 거대한 무덤을 만든다. 지금 남아있는 진시황릉의 유물과 규모를 생각하면 진시황의 미신 집착이 얼마나 심각했는지를 알 수 있다.

- 태자 지명 문제 - 사구정변 자체는 논란이 많아 진시황이 적접적인 책임이 있는지 불분명하지만 사구정변이 일어나도록 그 바탕을 마련한 데에는 진시황의 책임이 매우 크다. 우선 진시황은 살아생전에 태자를 지목하지 않았다. 태자 제도는 전국시대 즘에 정착되어 후계구도를 안정시키는 데 큰 도움을 준 제도였다. 당장 진시황의 아버지 영자초도 어머니의 신분이 미천하여 홀대받는 왕족이었지만 효문왕이 영자초를 태자로 임명하면서 무난히 왕위를 이어받을 수 있었다. 그런데도 진시황은 죽을 때까지 태자를 임명하지 않아 자신이 죽고 황제 계승문제로 심각한 숙청을 불러온다. 진시황이 태자를 임명하지 않은 이유를 두고 사기꾼들에게 속아 불로불사를 광신해서 자신의 죽음을 전제로 하는 후계자 문제를 거부했을 가능성이 높다고도 한다.

- 영부소의 박대 - 진나라에서 왕위 계승 1순위는 장남 영부소였다. 진나라의 근간사상인 법가는 적서차별이 심한 국가로, 따라서 진나라 국민들도 적장자인 부소가 후임황제가 되어야 한다고 생각하고 있었다. 거기에 과거 6국의 주민들에게도 부소는 매우 좋게 평가받아 훗날 진승오광의 난의 주도자 진승과 오광이 진나라와 원수지간이인 초나라 출신임에도 초나라의 명장 항연과 같이 사칭한 인물이 진나라의 왕자 영부소였다. 이렇듯 부소는 당시 전 중국에서 지지를 받았고 진나라가 중국을 통합하는 데 매우 좋은 기회가 될 수 있었다. 그러나 진시황은 자신의 의견에 반기를 든다 하여 부소를 진나라 변방의 만리장성 공사장으로 추방시켜버렸다. 그런 와중에 진시황이 사구에서 급사하고 부소는 자결을 명령받는다.

## 가족관계
시황제의 후궁에 관한 직접적인 기록은 없다. 다만 사후 이세황제가 후궁들 중 자식을 낳지 않은 자는 모두 따라 죽게 하였고, 그 수가 매우 많았다는 기록이 있어 상당히 많은 수의 후궁을 두었을 것으로 생각된다.
- 부황 : 진 장양왕
- 모후 : 조희(趙姬)
- 형제자매
  - 형 : 자혜
  - 이복동생 : 장안군 성교
    - 조카 : 진왕 자영[15]
      - 조카손자 2명

  - 이부동생 : 태후 소생 2남 (태후와 노애 사이의 소생)
  - 황후 : 조황후(趙皇后)
  - 왕후 : 미상. 이개원(李開元)은 초나라에서 온 종실 여인이라 추정함.
  - 후궁 : 호희(胡姬)
- 자녀[16]
  - 아들 - 진시황의 아들은 역사서에 의하면 24명이지만, 5명의 이름만 전해지고 있음
    - 장남 태자 부소[15] - 처형됨
    - 공자 고 - 도망갈 채비를 하고, 가족이 살해될까 봐 진시황을 위해 순장해 달라고 상서를 올리고, 진 이세황제는 그 요청을 허가함
    - 공자 장려 - 삼형제, 검으로 자결.
    - 12명의 공자가 함양에서 사망.
    - 26남 막내 진 이세황제
    - 공자 영록 등 6명의 공자가 도륙되어 사망.

  - 딸
    - 10명의 딸이 존재. 하지만 봉호나 이름, 출생 순서 등이 알려지지 않음.
    - 한 여성의 무덤에서 발견된 반지는 공주의 이름을 따서 지어짐.
    - 이기의 제자 이유 등은 모두 진시황의 딸과 결혼함

## 전국 순행

### 시황제의 다섯번 전국 순행

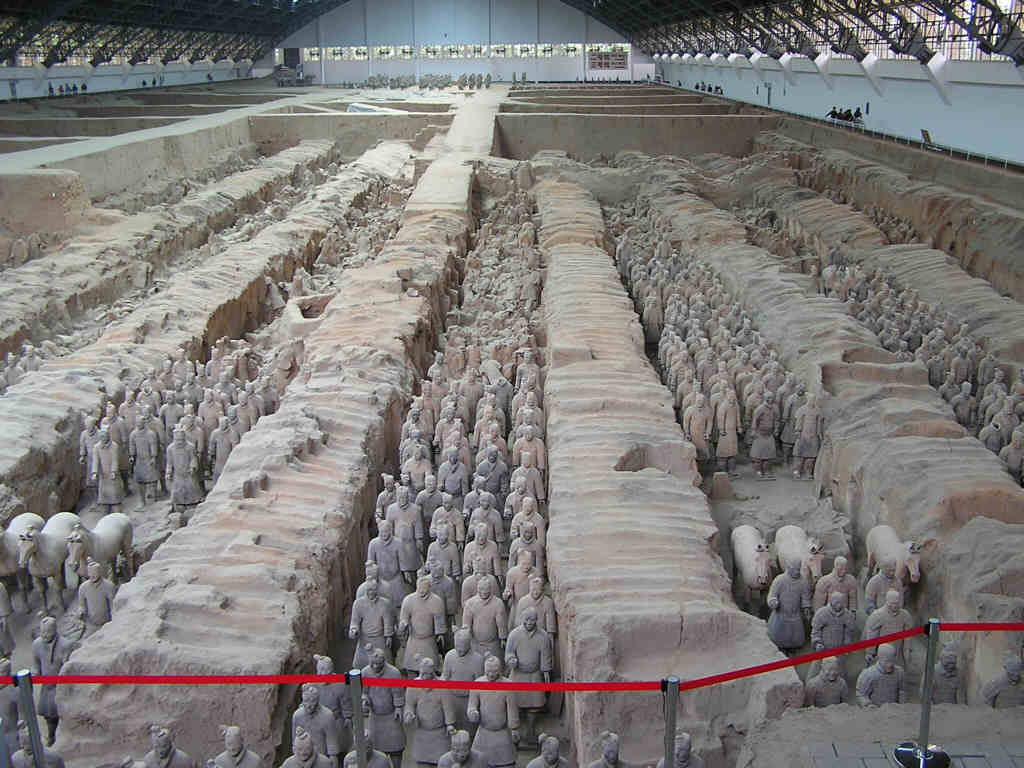
진시황릉의 또다른 병마용

시황제는 재위 기간 중 무려 다섯 차례씩이나 전국 곳곳을 순행하였다. 그러나, 이런 때에 많은 협객이 폭군 시황제를 죽이려 하였다. 그리하여 시황제는 순행 시, 언제나 5개의 수레를 군사들이 호위토록 하고, 자신은 그 수레 중 하나에 탔다. 시황제가 자신을 죽이려 드는 협객을 얼마나 두려워 했는지 단적으로 보여주는 대목이다.
그리고 시황제는 길가에 자신의 송덕비를 세워 자신의 공적을 과시하기도 했다. 한번은 시황제가 금릉(金陵, 현재의 남경)에 왔을 때, 왕기가 일어났다. 이에 분개한 시황제는 근처에 소나무를 빽빽이 세워 왕기의 기운을 막으려 했다. 그리고 금릉은 삼국 시대까지 말릉(枺陵)으로 불리었다. (이후 건업으로 개칭되고 이후 건강으로 재개칭)이렇게 시황제는 거의 온 중국 대륙을 돌아다녀 자신이 성공한 군주임을 천하에 과시하였다.

### 순행길에서 죽음과 환관의 유서 조작
시황제는 기원전 210년에 마지막 순행을 하였다. 여기에는 승상 이사와 중거부령인 환관 조고, 그리고 자신의 26번째 아들이자 막내아들인 호해가 자신을 뒤따랐다. 사기에 따르면 황제는 돌아오는 도중 평원진에서 유성이 떨어졌는데 그 운석에 누군가가 '시황제사이지분(始皇帝死而地分)' 즉, 시황제가 죽고 천하가 갈라진다고 써놓았다. 이에 충격을 받은 시황제는 병으로 쓰러졌다고 한다. 또는 화가 난 시황제가 그 지역의 주민을 몰살했다고 전해진다.
그리고 시황제는 사구 지방에 이르자, 병이 매우 위독해졌으며 유언장을 조고에게 쓰라 하고, 그 내용은 옥새를 적장자인 황태자 부소에게 전달케 하고, 부소에게 함양에서 자신의 장례를 주관하라 명하였다.
기원전 210년 음력 7월 22일, 시황제는 50세의 나이로 붕어하고 말았다. 그의 시신은 자신이 만든 지하궁전인 여산에 묻혔다. 이 능묘는 1974년 우물공사를 하면서 부장품인 병용(군사모양의 인형)과 더불어 발견되어 지금도 발굴 중이다.
그러나 이사와 조고, 호해는 시황제의 죽음을 숨겼으며 시황제의 시신이 있는 수레 옆에 절인 생선을 같이 운반하여 시신 썩는 냄새가 들키지 않도록 했다. 조고는 시황제의 유서를 조작, 황태자 부소와 몽염에게 자결을 명하였고 부소는 자결하였으나 몽염은 이 명에 대해 의심을 품어 자결하지 않자 조고는 몽염을 일단 감옥에 가두었다. 얼마 뒤, 시황제의 26남 호해는 황제에 오르니 그가 진 이세황제이다. 원래 이세황제는 몽염을 살려주려고 했으나 조고의 말을 듣고는 몽염과 몽의를 반역혐의로 몰아 삼족을 멸하였다.

## 진 시황제를 소재로 한 작품

### 영화
- 시황제 암살
- 진송

### 만화
- 킹덤

## 같이 보기
| - 비자 - 울요 - 이사 - 왕전 - 몽염 - 여불위 - 번오기 - 녹도서(錄圖書) | - 조고 - 노애 - 형가 - 진무양 - 연 태자 단 - 만리장성 - 적화통일 |